# شورای آتلانتیک
شورای آتلانتیک یک اندیشکده آمریکایی در زمینه امور بین‌الملل و طرفدار آتلانتیک‌گرایی است که در سال ۱۹۶۱ تأسیس شد و شانزده مرکز منطقه‌ای و برنامه‌های کاربردی مرتبط با امنیت بین‌المللی و رونق اقتصادی جهانی را مدیریت می‌کند. این اندیشکده، عضو انجمن پیمان آتلانتیک است و مکان آن در واشینگتن، دی.سی. قرار دارد.

## تاریخ
شورای آتلانتیک با هدف تشویق همکاری بین آمریکای شمالی و اروپا که از جنگ جهانی دوم آغاز شده بود، تأسیس شد. در سالهای اولیه فعالیت خود، عمدتاً  انتشار دهنده مقالات سیاستگذاری و نظرسنجی از اروپاییان و آمریکاییها در مورد نگرش آنها به همکاریهای فرا اقیانوس اطلس و بین‌المللی بود. در این سالها، تمرکز اصلی آن بر مسائل اقتصادی بود - عمدتاً تشویق تجارت آزاد بین دو قاره و تا حدی کمتر برای بقیه جهان - اما در زمینه مسائل سیاسی و زیست‌محیطی نیز کار می‌کرد.
ملوین اسمال از دانشگاه ایالتی وین معتقد بود که قدرت واقعی این شورا در ارتباطات آن با سیاست گذاران تأثیرگذار است.
این شورا از همان اوایل عنوان «مرکز گردهمایی‌های غیررسمی» رهبران دو طرف اقیانوس اطلس را پیدا کرد و اعضای آن برای توسعه «شبکه‌های مستمر ارتباطاتی» تلاش می‌کردند.
شورای آتلانتیک در مورد مناطق دیگر نیز فعالیت می‌کند و اولین سازمانی بود که از افزایش حضور ژاپن در جامعه بین‌المللی حمایت کرد. برنامه‌های آسیایی آن از سال ۲۰۰۱ در نتیجه جنگ در افغانستان منجر به افتتاح مرکز و برنامه جنوب آسیا شد. تغییرات آب و هوایی و هماهنگی با هند و چین در مورد این مسائل نیز عاملی در این تحول بود.
در فوریه ۲۰۰۹، جیمز ال جونز، رئیس وقت شورای آتلانتیک، برای کار به عنوان مشاور امنیت ملی جدید رئیس‌جمهور اوباما کناره‌گیری کرد و بعدها سناتور چاک هیگل جانشین وی شد.
علاوه بر این، سایر اعضای شورا نیز برای خدمت به دولت جای خود را ترک کردند: سوزان رایس به عنوان سفیر در سازمان ملل، ریچارد هالبروک به عنوان نماینده ویژه در افغانستان و پاکستان، ژنرال اریک کی شینسکی به عنوان وزیر امور کهنه سربازان و آن ماری اسلاتر به عنوان مدیر برنامه‌ریزی سیاست در وزارت امور خارجه.
چهار سال بعد، هیگل از سمت خود به عنوان وزیر دفاع آمریکا کناره‌گیری کرد. ژنرال برنت اسکوکرافت تا ژانویه ۲۰۱۴، زمانی که سفیر سابق در چین و فرماندار یوتا جان هانتسمن جونیور، رئیس موقت هیئت مدیره سازمان بود منصوب شد.
در سپتامبر ۲۰۱۴، شورای آتلانتیک دیو آنتونی کارگردان مجموعه Call of Duty: Black Ops را به عنوان یک عضو ارشد غیر مقیم استخدام کرد.
در سال ۲۰۱۷، تام بوسرت، که قبلاً عضو خطرات سایبری غیرمقیم زوریخ در ابتکاریه امنیت سایبری شورای آتلانتیک بود، به عنوان مشاور امنیت داخلی دولت ترامپ منصوب شد.

## روابط و پشتیبانی مالی
شورای آتلانتیک از شروع تأسیس اعلام کرده‌است که یک مؤسسه غیرحزبی است و اعضای آن «از جناح‌های معتدل آنترناسیونالیستی هر دو حزب» در ایالات متحده هستند. علیرغم ارتباطاتش، این شورا مستقل از دولت ایالات متحده و ناتو بوده و به عنوان یک سازمان غیرانتفاعی بر اساس منشور سازمان ۵۰۱ (سی)(۳) ثبت شده‌است.
در سپتامبر ۲۰۱۴، اریک لیپتون در نیویورک تایمز گزارش داد که از سال ۲۰۰۸، شورا از بیش از بیست و پنج دولت خارجی کمک‌های مالی دریافت کرده‌است. او نوشت که شورای آتلانتیک یکی از چندین اتاق فکر بود که بودجه قابل توجهی از خارج از کشور دریافت کردند و فعالیتهایی را انجام دادند که «معمولاً با دستور کار دولتهای خارجی مطابقت داشت».
مرکز رفیق حریری شورای آتلانتیک برای خاورمیانه با اعانه بها حریری تأسیس شد و رئیس بنیانگذار آن میشل دان بود. پس از برکناری محمد مرسی از ریاست جمهوری مصر در سال ۲۰۱۳، دان از ایالات متحده خواست تا کمک‌های نظامی به مصر را متوقف کند و برکناری مرسی را «کودتای نظامی» خواند. بها حریری در مورد اقدامات دان به شورای آتلانتیک شکایت کرد و چهار ماه بعد دان از سمت خود استعفا داد.
در سال ۲۰۱۴، شورای آتلانتیک گزارشی مبنی بر افزایش مشارکت تجارت و سرمایه‌گذاری فرا اقیانوس اطلس (TTIP)-یک توافقنامه تجاری-اقامتی بین اتحادیه اروپا و ایالات متحده-با حمایت مالی FedEx که همزمان به‌طور مستقیم برای کاهش تعرفه دوسوی اقیانوس اطلس با کنگره لابی می‌کرد، ارائه داد.
در سالهای ۲۰۱۵ و ۲۰۱۶، سه اهداکننده بزرگ، هر کدام بیش از یک میلیون دلار آمریکا پرداخت کردند. ۱- میلیونر آمریکایی آدرین آرشت (معاون اجرایی)، ۲-میلیاردر لبنانی بها حریری (برادر سعد حریری، نخست‌وزیر لبنان ۱۰) و ۳-امارات متحده عربی.
الیگارشی اوکراینی تحت اداره Burisma Holdings سالانه صد هزار دلار به مدت سه سال به شورای آتلانتیک از سال ۲۰۱۶ تا ۲۰۱۹ اهدا کرد.
فهرست کامل حامیان مالی شامل مراکز نظامی، مالی و شرکتی است.
اهداکنندگان اصلی در سال ۲۰۱۸ فیس بوک و دولت انگلیس بودند.
طبق گفته شورا ،۱۴ درصد (تقریباً ۵٫۵ میلیون دلار) از درآمد سال ۲۰۱۹، از اهداکنندگان دولتی غیرآمریکایی بوده‌است.

## مناسبت‌ها
شورای آتلانتیک محلی برای ملاقات سران کشورها، رهبران نظامی و رهبران بین‌المللی از هر دو طرف اقیانوس اطلس ایجاد می‌کند.
در سال ۲۰۰۹، شورا میزبان اولین سخنرانی مهم آندرس فوگ راسموسن دبیرکل سابق ناتو در ایالات متحده بود که در آن موضوعاتی مانند مأموریت ناتو در جنگ در افغانستان، همکاری ناتو با روسیه و روابط گسترده‌تر اقیانوس اطلس را مورد بحث قرار داد.
اعضای کنگره ایالات متحده نیز ظاهر شده‌اند، از جمله سناتور ریچارد لوگار و وزیر امور خارجه جان کری.
این شورا میزبان رویدادهایی با روسای نشسته دولتها و دولتها از جمله میخائیل ساکاشویلی رئیس‌جمهور سابق گرجستان، نخست‌وزیر اوکراین آرسنی یاتسنیوک و رئیس‌جمهور سابق لتونی وایرا وای فرایبرگا است.
از ژانویه ۲۰۰۷، شورا میزبان رهبران نظامی دو طرف اقیانوس اطلس بود. مرکز امنیت بین‌المللی برنت اسکوکرافت شورا، رویدادهای دوره ای موسوم به سری فرماندهان را برگزار کرده‌است، جایی که رهبران نظامی از ایالات متحده و اروپا را دعوت می‌کند تا دربارهٔ تعارض منافع جامعه آتلانتیک صحبت کنند.
به عنوان بخشی از مجموعه فرماندهان، رهبران نظامی آمریکایی مانند ژنرال سابق جورج کیسی و دریاسالار سابق تیموتی کیتینگ و رهبران اروپایی مانند ژنرال ژان لوئیس ژرژلن، فرمانده سابق دفاع فرانسه و ژنرال هلندی تن وان لون در موضوعاتی مانند جنگ عراق، جنگ در افغانستان و تهدیدهای امنیتی در آسیا و آفریقا صحبت کرده‌اند.
رویدادهای سالانه آن شامل جوایز رهبری برجسته در واشینگتن دی سی است. اجلاس رهبران آینده؛ انجمن جهانی وروتسووا در وروتسلاو، لهستان؛ اجلاس انرژی و اقتصاد شورای آتلانتیک در استانبول، ترکیه؛ و جوایز شهروندان جهانی در شهر نیویورک.
در ۲۲ فوریه ۲۰۱۹، شورای آتلانتیک اعلامیه اصول خود را در کنفرانس امنیتی مونیخ منتشر کرد. فردریک کمپ، رئیس و مدیرعامل شورای آتلانتیک، گفت که این "تلاشی برای تجمع و تقویت مجدد مردمان آزاد در سراسر جهان بود.

## برنامه‌ها و مراکز

### شبکه آتلانتیک جوان
در اجلاس بخارست در سال ۲۰۰۸ راه اندازی شد-جامعه ای از رهبران نوظهور را که دارای چشم‌انداز همکاری نزدیک تر اروپا و آتلانتیک بر اساس ارزشهای مشترک هستند، گرد هم می‌آورد. از طریق ابزارهای آنلاین و رویدادهای منظم، شبکه جوانان آتلانتیک به عنوان محلی برای گفتگوی آزاد بین جوانان آتلانتیکالیست عمل می‌کند تا آنها بتوانند نظرات خود را در مورد طیف وسیعی از مسائل بین‌المللی تبادل کنند. به عنوان محل ملاقات، این شبکه به عنوان مرحله ای برای رهبران جهانی برای خطاب به نسل بعدی و به اشتراک گذاشتن دیدگاه در مورد مسائل جاری عمل می‌کند.
شبکه جوانان آتلانتیک نیز برنامه رهبران آینده را مدیریت می‌کند. این شورا میزبان اجلاس رهبران آینده ۲۰۱۴ در حاشیه اجلاس ناتو در ولز ۲۰۱۴ بود. این اجلاس رهبران آینده رهبران نوظهور کشورهای عضو ناتو را با یکدیگر، رهبران کنونی اتحادیه، افرادی از حوزه امنیت بین‌المللی و یک شبکه جهانی از همسالان متصل کرده‌است.

### برنامه روابط فرا آتلانتیک
این برنامه گفتگو در مورد مسائل مهمی را که بر تکامل روابط فرا اقیانوس اطلس تأثیر می‌گذارد، ترویج می‌کند. معتقد است که یک رابطه سالم فرا اقیانوس اطلس پیش شرط ضروری برای یک سیستم بین‌المللی قوی تر است. شورا به دنبال شناسایی زمینه‌های همکاری احتمالی و ایجاد شبکه‌های شخصی و درک متقابل است که زمینه‌ساز مشارکت مثر است.

### مرکز امنیت بین‌المللی برنت اسکوکرافت
این مرکز روابط ایالات متحده با متحدان و دشمنان را در تلاش برای ایجاد اجماع در مورد سیاست‌هایی که به یک جهان پایدارتر، امن تر و تحت حاکمیت کمک می‌کند، بررسی می‌کند.

### برنامه جهانی تجارت و اقتصاد
برای تقویت و تقویت ادغام عمیق اقتصادی فعلی بین اروپا و ایالات متحده و همچنین ارتقای رهبری اقیانوس اطلس در اقتصاد جهانی کار می‌کند. این برنامه با گردآوری رهبران تجاری، سیاست گذاران دولتی و کارشناسان اقتصادی، مسائل مربوط به اقیانوس اطلس و جهانی را که برای جامعه تجاری ایالات متحده و اروپا اهمیت دارد، مورد بررسی قرار می‌دهد.

### مرکز جنوب آسیا
این مرکز کار آتلانتیک برای کار در مورد افغانستان، پاکستان، هند، بنگلادش، سریلانکا، نپال و بوتان و همچنین روابط بین این کشورها با چین، آسیای مرکزی، ایران، جهان عرب، اروپا و ایالات متحده به عنوان بخشی از برنامه آسیای شورا، مرکز به دنبال تقویت مشارکت با نهادهای کلیدی در منطقه است تا خود را به عنوان محلی برای گفتگو بین تصمیم گیرندگان در جنوب آسیا، ایالات متحده و ناتو معرفی کند. این بحث‌ها امنیت داخلی و خارجی، حکومتداری، تجارت، توسعه اقتصادی، آموزش و سایر مسائل را پوشش می‌دهد.

### برنامه انرژی و محیط زیست
جنبه‌های اقتصادی و سیاسی امنیت و تأمین انرژی و همچنین مسائل زیست‌محیطی بین‌المللی را مورد بررسی قرار می‌دهد. این برنامه دسترسی آزاد و هوای پاک را ترویج می‌کند و توصیه‌های سیاستی را برای رفع نیازهای کشورهای در حال توسعه از طریق افزایش سرمایه، فناوری و دانش در بخش‌های تأمین آب و انرژی ارائه می‌دهد.

### مرکز اوراسیا
گفتگوی رهبران منطقه ای و همتایان همسایه‌های کلیدی و رهبران جهانی را تقویت می‌کند. این مرکز با ترکیب درک تاریخ اوراسیا با دانش سیاست، اقتصاد و انرژی، به دولت‌ها و مشاغل تحقیق و مشاوره می‌دهد. به دنبال ترویج دستور کار همکاری و یکپارچگی منطقه ای بر اساس ارزشهای مشترک و منافع مشترک در آینده ای آزاد، مرفه و صلح آمیز است.

### مرکز آفریقا
در سپتامبر ۲۰۰۹ با مأموریتی برای کمک به تغییر رویکردهای سیاست ایالات متحده و اروپا در قبال آفریقا با تأکید بر ایجاد مشارکت‌های ژئوپلیتیک قوی با کشورهای آفریقایی و تقویت رشد و شکوفایی اقتصادی در قاره تأسیس شد.

### مرکز رفیق حریری برای خاورمیانه
به نام رفیق حریری (میلیاردر و نخست‌وزیر سابق لبنان و پدر یکی از اهداکنندگان اصلی مرکز) نامگذاری شده‌است. ۷ به دنبال تجزیه و تحلیل نیروهای دگرگون کننده منطقه و همچنین توصیه‌های سیاستی برای ایالات متحده و اروپا در مورد چگونگی ترویج روابط نزدیکتر و مولدتر با منطقه است.

### مرکز Adrienne Arsht آمریکای لاتین
مشارکت قوی تری را بین آمریکای لاتین، ایالات متحده و اروپا بر اساس ارزشهای مشترک و منافع استراتژیک مشترک ترویج می‌کند و شبکه خود را از کارآفرینان سیاسی، تجاری و سازمان‌های غیردولتی برای توسعه ایده‌ها برای رهبران سیاست و مشاغل درگیر می‌کند. راه حل‌هایی برای چالش‌های منطقه ای و جهانی.

### مرکز تاب آوری Adrienne Arsht
در آوریل ۲۰۱۷ تأسیس شد. این مرکز در جهت ایجاد تاب آوری - توانایی آماده‌سازی، جذب و بازیابی از چالش‌های احتمالی - در جوامع و سیستم‌های ما تلاش می‌کند. این برنامه توصیه‌های عملگرا برای به کار انداختن ایده‌ها ارائه می‌دهد - به دولت‌ها، شهرها، مشاغل و سایر رهبران در شناسایی کمک می‌کند.

## افراد کلیدی
- جان هانتسمن، رئیس سابق
- فرد کمپ، رئیس‌جمهور
- جان F.W. Rogers، رئیس
- دیوید مک کورمیک، رئیس هیئت مشورتی بین‌المللی
- فردریک کمپ، رئیس‌جمهور و مدیرعامل
- دیمون ویلسون، معاون اجرایی
- جان استودزینسکی، نایب رئیس
- فران برول، معاون رئیس‌جمهور و مدیر برنامه روابط اقیانوس اطلس
- بری پاول، معاون رئیس و مدیر مرکز امنیت بین‌المللی برنت اسکوکرافت
- جیسون هیلی، مدیر، Cyber Statecraft Initiative
- شجاع نواز، مدیر مرکز آسیای جنوبی
- پیتر شچتر، مدیر مرکز Adrienne Arsht آمریکای لاتین
- راما ید، مدیر مرکز آفریقا
- جان ای. هربست، مدیر مرکز دینو پاتریسیو اوراسیا
- دیوید کورانی، مدیر طرح‌های آینده انرژی اوراسیا، مرکز دینو پاتریسیو اوراسیا
- گراهام بروکی، مدیر و ویراستار، آزمایشگاه تحقیقات پزشکی قانونی دیجیتال (DFRLab)
- کتی بوخمن مک لئود، مدیر مرکز تاب آوری بنیاد آدرین آرشت -راکفلر
- متیو باروز، مدیر، آینده نگری، استراتژی و ابتکارات خطرات